# Abdülkadirköy, Ayancık
Abdülkadirköy là một xã thuộc huyện Ayancık, tỉnh Sinop, Thổ Nhĩ Kỳ. Dân số thời điểm năm 2011 là 168 người.